# حصان جيجو
حصان جيجو هو سلالة خيول موطنها جزيرة جيجو في كوريا الجنوبية . هناك مجموعة متنوعة من الأنواع، يتم تحديد كل منها بشكل مختلف اعتمادًا على لون فراءها تنضج خيول جيجو بشكل جيد في الظروف القاسية بسبب قوتها ولياقتها البدنية .
كانت خيول جيجو تعتبر في السابق مهددة بالانقراض. بعد فترة التطور الصناعي في البلاد في الستينيات، أصبح استخدام خيول جيجو غير عملي مع انتشار الآلات الزراعية الجديدة والتطورات في وسائل النقل.
في عام 2000، تم تعيين معهد جيجو لتعزيز تربية الماشية من قبل الحكومة الوطنية.

## خصائص السلالة

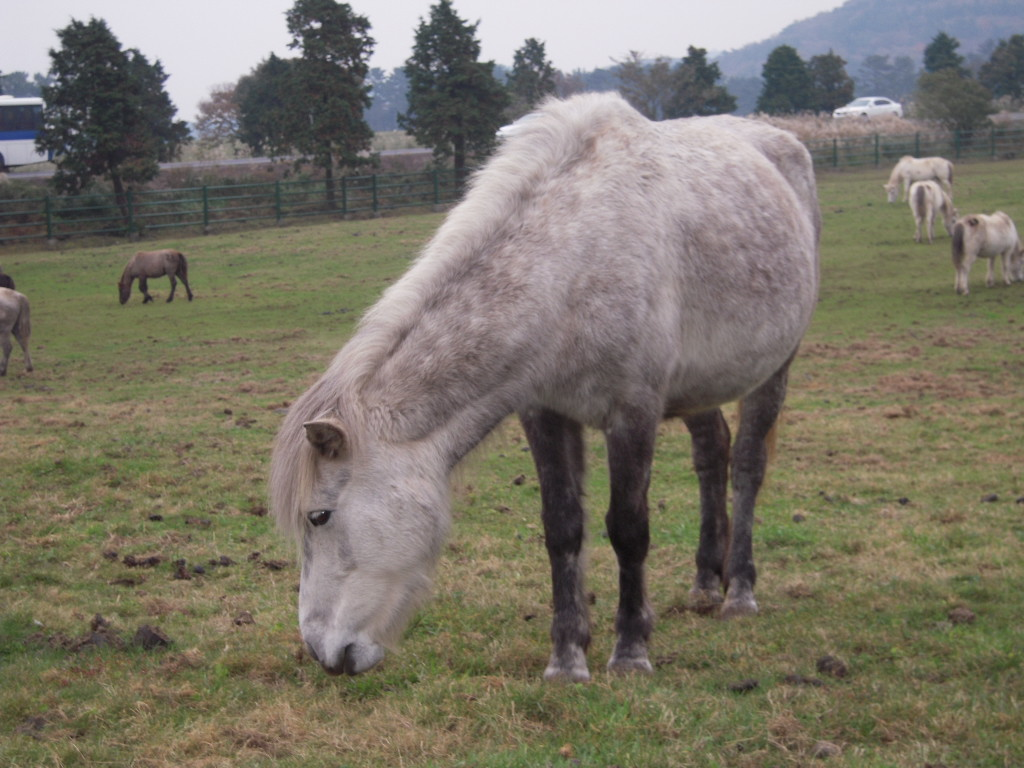
رعي حصان جيجو